# Zamia disodon
Zamia disodon — вид голонасінних рослин класу Саговникоподібні (Cycadopsida).
Етимологія: у зв'язку з двократно зубчастими листовими фрагментами.

## Опис
Стовбур підземний і бульбовий, 5–8 см діаметром. Листків 2–4, вони прямовисні або злегка загнуті назад, довгасті, довжиною 50 см; ніжка листка циліндрична, до 25 см завдовжки, негусто озброєна дрібними колючками; хребет циліндричний, зазвичай без шипів, до 25 см завдовжки, з 3–5 парами листових фрагментів. Листові фрагменти еліптичні, гострі на верхівці, середні з них довжиною 12–20 см, шириною 6–10 см, краї зубчасті й завжди з деякими подвійно зазубленими зубами при вершині.

## Поширення, екологія
Країни зростання: Колумбія (материк); Перу. Цей вид зустрічається в глинистих ґрунтах вторинного і первинного лісу на висоті 400–800 метрів.

## Загрози та охорона
Цей вид було порушено руйнуванням місця існування в результаті очищення, щоб звільнити місце для бананових плантацій.